# كاندي (مسلسل)
كاندي (بالإنجليزية: Candy)؛ الذي تم إصداره دوليًا باسم (Candy: A Death In Texas) هو مسلسل تلفزيوني أمريكي، تدور أحداثه حول جريمة قتل، من تأليف وكتابة نيك أنتوسكا وروبن فيث. المسلسل من بطولة جيسيكا بيل في دور كاندي مونتغمري، التي اتُهمت بقتل جارتها بيتي جور (التي لعبت دورها ميلاني لينسكي) عام 1980 في تكساس. تم عرضه لأول مرة على هولو في 9 مايو 2022.

## طاقم التمثيل
- جيسيكا بيل بدور كاندي مونتغمري
- ميلاني لينسكي في دور بيتي جور
- بابلو شرايبر في دور آلان جور
- تيموثي سيمونس في دور بات مونتغمري
- راؤول إسبارزا في دور دون كراودر

- جيسي مولر في دور شيري كليكلر
- آدم بارتلي بدور ريتشارد
- جاستن تمبرليك في دور نائب ستيف ديفيبو
- جاسون ريتر في دور نائب ديني ريس

## روابط خارجية
- كاندي على موقع IMDb (الإنجليزية)
- كاندي على موقع روتن توميتوز (الإنجليزية)
- كاندي على موقع ليتربوكسد (الإنجليزية)
- كاندي على موقع كينوبويسك (الروسية)
- كاندي على موقع ألو سيني (الفرنسية)
- كاندي على موقع قاعدة بيانات الفيلم (الإنجليزية)